# 宮川孝雄
宮川 孝雄（みやがわ たかお、1936年1月31日 - 2016年1月8日）は、福岡県出身のプロ野球選手（外野手）。晩年の姓は「村上」。
通算代打安打数の日本記録（186本）保持者で、引退後は30年以上に渡り、広島のスカウトを務めた。

## 来歴・人物
豊国学園高校から門司鉄道管理局に進む。
1957年から右翼手、三番打者として2年連続で都市対抗に出場。
1959年オフに広島カープへ入団。広島入団に際しては、ノンプロでライバルであった八幡製鐵の加藤喜作監督が、「あいつがいたのでは、うちは都市対抗に出れん」と、広島に話を持ちかけた、といういきさつがある。
卓越した打撃技術を買われ、背番号は新人ながら「2」に決まったが、入団当時の広島には宮川と同じ左打ちの外野手が多かった。身長172cmの宮川は初練習で「自分よりでかい選手ばかり。やめて帰ろうと思った」が、翌日からは1日1000スイングをノルマにバットを振りまくった。当初は代打での起用が多かったが、それでも宮川は腐らずに熱心に練習を続ける。
1963年には主に一番打者、右翼手として32試合に先発出場するが、代打では打率.344と好調であったもののシーズン打率は.268に終わったため、白石勝巳監督からはここ一番での代打で起用されることが多くなる。
1964年は打率.337、22打点の好成績を挙げレギュラー候補と目される。
1965年春季キャンプで右足を骨折し出遅れる。1965年途中から就任にした長谷川良平監督には「ウチはチャンスに点が入らん。ここ一番の切り札として使いたい」と言われ、復帰後は代打での打率.357を記録。1963年から5年連続で代打打率3割を記録し、代打の切り札として存在感を発揮した。
1966年と1967年には出場試合が100試合を切っているにもかかわらず、2年連続でリーグ最多死球を記録。特に1967年は96打席で8死球を受け、12打席に1死球という割合の高さで、「当たり屋」とも呼ばれた。これについては宮川自身も狙っており、1966年7月31日の巨人戦（広島市民）では満塁で堀内恒夫の球をわざと右肘に当てて押し出し死球を勝ち取っている。腰を捻って避けたように見せながら、肩や肘を残すテクニックを駆使し、際どい内角をことごとく出塁に結びつけた。こうなると相手投手は内角を攻めきれないため、甘い球を呼び込むための必殺技であった。しかし徐々に審判に怪しまれるようになり、代打がメインで打席数が少ないにもかかわらずの数字であることから「宮川は自分から当たりに行っているのではないか」と審判に目を付けられてしまった。
1972年6月20日の阪神戦（甲子園）では、山本重政の投球を右肘に受けたが、原田孝一球審からストライクゾーンで球に触れたとして三振を宣告されるという事態も起こった。同年は8月19日現在、いまだ試合でグラブを手にしたことがない代打専門ながら37打数17安打で率.459を記録し、7月30日の阪神戦（甲子園）からは全て代打で8打席連続出塁、8月3日の巨人戦（広島市民）から6打席連続代打安打をマークする活躍であった。秘訣を聞かれた際に宮川は「相手投手を自分のペースに引き込むこと。何より大事なのは一振り勝負という精神だね」と語り、投手心理や配球を読むのが巧く、逆に投手の制球が悪かったり、捕手が若くリードの傾向が分からないと少し困った。この頃の宮川は相手が必要以上に警戒してくるため、逆にかなり打ちやすい球が来て助かっていた。最終的には代打で52打数21安打1本塁打13打点、打率.404、代打出塁率.500（62打席31出塁）を記録。50打席以上に立ち、打率4割を超えたままシーズンを終えたのは史上初の事例であった。100％の代打成功率を求めた求道者で、練習量も凄まじく、自宅近くの山を駆け回った後に年中1000本の素振りは当たり前のこと、代打に重要な集中力を磨く為に合気道や木刀振りにも取り組んだ。宮川の一年は毎年12月11日から始まり、11月30日に終わった。10日間は眠り続け、後の355日は、バットを振り続ける毎日であったため、宮川には盆も正月も無かった。合気道は当時広島駅北口そばにあった「住田道場」に出向き、座禅を組み、木刀を1日1000回も大上段から振り下ろした。宮川は「攻撃してくる相手の呼吸を吸い取って打つ」という極意を会得しようとし、その域に近づいた時には全ての雑念は消え、打席ではマウンド上の投手しか目に入らなかった。1度の打席で常に1球で仕留めるつもりで打席に入り、捕手の癖を読むことを第一に考えていた。中でも得意としたのは巨人の森昌彦であった。代打としては日本最多となる778回の代打起用、代打安打186本、代打打点118点を記録した。
1974年限りで現役を引退。
1975年から広島の九州地区担当スカウトに転身し、1年目には北別府学を獲得。以後も優れた眼力と情熱的かつ粘り強いスカウティングで、緒方孝市や前田智徳等の一流選手を発掘。特に前田は当初ダイエーが3位で指名するとの話があり、広島は4位で指名するつもりであったため獲得を半ば諦めていたが、直前でダイエーが別の選手を指名したため広島は前田の獲得に成功。ダイエーに指名されず不貞腐れていた前田に対し、宮川は「俺は約束通り指名したぞ、お前も約束を守れ!」と一喝して入団させることに成功した。他の選手に対してもそうであったが、プロ入り後も我が子のように気をかけ、オフには自宅に招き、フグをご馳走するのが恒例行事であった。
1991年に夫人の姓である「村上」に改姓。
2002年からスカウト部長に就任。スカウトとしての晩年は逆指名制度の導入でカープは資金面で苦しい立場に立たされ、村上の担当地区の九州もダイエーの地域密着路線、また情報網の発達で有力選手獲得が困難になり、完成度や前評判ではなく素材や将来性を重視した独自の路線を展開する。
2006年にスカウトの現場を退き、スカウト部顧問に就任。
2015年には車椅子でキャンプ地やマツダスタジアムを訪れ、監督になった緒方を激励したが、2016年1月8日に心不全のため北九州市で死去。79歳没。

## 詳細情報

### 年度別打撃成績
| 年 度      | 球 団      | 試 合 | 打 席 | 打 数 | 得 点 | 安 打 | 二 塁 打 | 三 塁 打 | 本 塁 打 | 塁 打 | 打 点 | 盗 塁 | 盗 塁 死 | 犠 打 | 犠 飛 | 四 球 | 敬 遠 | 死 球 | 三 振 | 併 殺 打 | 打 率 | 出 塁 率 | 長 打 率 | O P S |
| ---------- | ---------- | ----- | ----- | ----- | ----- | ----- | -------- | -------- | -------- | ----- | ----- | ----- | -------- | ----- | ----- | ----- | ----- | ----- | ----- | -------- | ----- | -------- | -------- | ----- |
| 1960       | 広島       | 41    | 58    | 53    | 2     | 9     | 3        | 0        | 0        | 12    | 3     | 0     | 1        | 0     | 0     | 2     | 0     | 3     | 8     | 1        | .170  | .241     | .226     | .468  |
| 1961       | 広島       | 28    | 40    | 37    | 3     | 10    | 4        | 0        | 0        | 14    | 3     | 1     | 1        | 0     | 1     | 1     | 0     | 1     | 5     | 1        | .270  | .308     | .378     | .686  |
| 1962       | 広島       | 55    | 55    | 52    | 9     | 12    | 4        | 0        | 1        | 19    | 4     | 0     | 0        | 0     | 0     | 3     | 1     | 0     | 13    | 0        | .231  | .273     | .365     | .638  |
| 1963       | 広島       | 77    | 172   | 149   | 24    | 40    | 5        | 1        | 2        | 53    | 16    | 7     | 2        | 1     | 1     | 19    | 0     | 2     | 23    | 3        | .268  | .359     | .356     | .715  |
| 1964       | 広島       | 60    | 106   | 95    | 7     | 32    | 6        | 0        | 3        | 47    | 22    | 1     | 0        | 0     | 1     | 7     | 0     | 3     | 7     | 2        | .337  | .400     | .495     | .895  |
| 1965       | 広島       | 76    | 108   | 101   | 9     | 31    | 7        | 0        | 0        | 38    | 11    | 2     | 1        | 0     | 1     | 5     | 1     | 1     | 8     | 2        | .307  | .346     | .376     | .722  |
| 1966       | 広島       | 95    | 114   | 96    | 9     | 28    | 3        | 0        | 3        | 40    | 28    | 0     | 2        | 1     | 3     | 6     | 0     | 8     | 12    | 3        | .292  | .382     | .417     | .798  |
| 1967       | 広島       | 81    | 96    | 80    | 5     | 24    | 3        | 1        | 0        | 29    | 14    | 0     | 1        | 0     | 0     | 8     | 2     | 8     | 10    | 2        | .300  | .417     | .363     | .779  |
| 1968       | 広島       | 58    | 63    | 52    | 5     | 10    | 2        | 0        | 1        | 15    | 11    | 0     | 0        | 0     | 2     | 6     | 0     | 3     | 12    | 1        | .192  | .311     | .288     | .600  |
| 1969       | 広島       | 59    | 61    | 49    | 3     | 14    | 2        | 0        | 0        | 16    | 12    | 0     | 0        | 0     | 1     | 4     | 2     | 7     | 10    | 2        | .286  | .417     | .327     | .743  |
| 1970       | 広島       | 63    | 62    | 45    | 4     | 12    | 2        | 0        | 0        | 14    | 4     | 0     | 0        | 0     | 1     | 12    | 3     | 4     | 12    | 1        | .267  | .459     | .311     | .770  |
| 1971       | 広島       | 55    | 55    | 46    | 1     | 13    | 1        | 0        | 0        | 14    | 5     | 0     | 0        | 0     | 0     | 6     | 2     | 3     | 8     | 2        | .283  | .400     | .304     | .704  |
| 1972       | 広島       | 66    | 62    | 52    | 1     | 21    | 2        | 0        | 1        | 26    | 13    | 0     | 0        | 0     | 0     | 6     | 1     | 4     | 5     | 0        | .404  | .500     | .500     | 1.000 |
| 1973       | 広島       | 20    | 19    | 19    | 0     | 1     | 0        | 0        | 0        | 1     | 0     | 0     | 0        | 0     | 0     | 0     | 0     | 0     | 4     | 1        | .053  | .053     | .053     | .105  |
| 1974       | 広島       | 55    | 53    | 42    | 0     | 10    | 1        | 0        | 0        | 11    | 3     | 0     | 0        | 0     | 0     | 7     | 1     | 4     | 6     | 3        | .238  | .396     | .262     | .658  |
| 通算：15年 | 通算：15年 | 889   | 1124  | 968   | 82    | 267   | 45       | 2        | 11       | 349   | 149   | 11    | 8        | 2     | 11    | 92    | 13    | 51    | 143   | 24       | .276  | .369     | .361     | .730  |

- 各年度の太字はリーグ最高

### 記録
- 通算代打起用回数：778回 ※NPB最多記録
- 通算代打安打：186本 ※NPB最多記録
- 通算代打打点：118点 ※NPB最多記録
- 通算代打打率（起用数300以上）：.290 ※NPB歴代4位

### 背番号
- 2（1960年 - 1974年）